# Per Kirkeby

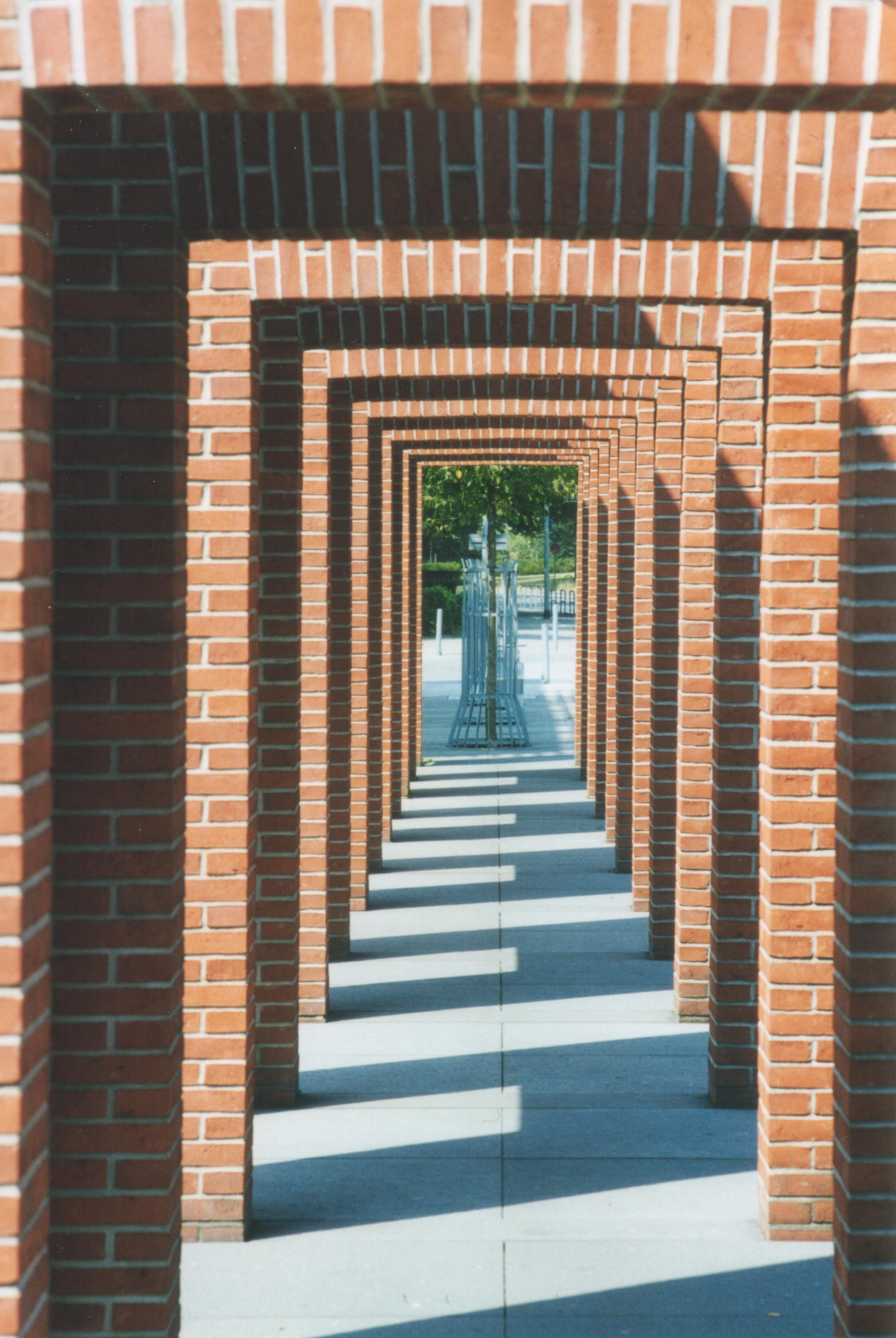
Backsteinskulptur von Per Kirkeby vor der Deutschen Nationalbibliothek in Frankfurt am Main (1999)

Per Kirkeby (* 1. September 1938 in Kopenhagen; † 9. Mai 2018 ebenda) war ein dänischer Maler, Bildhauer, Architekt und Dichter.

## Leben und Werk

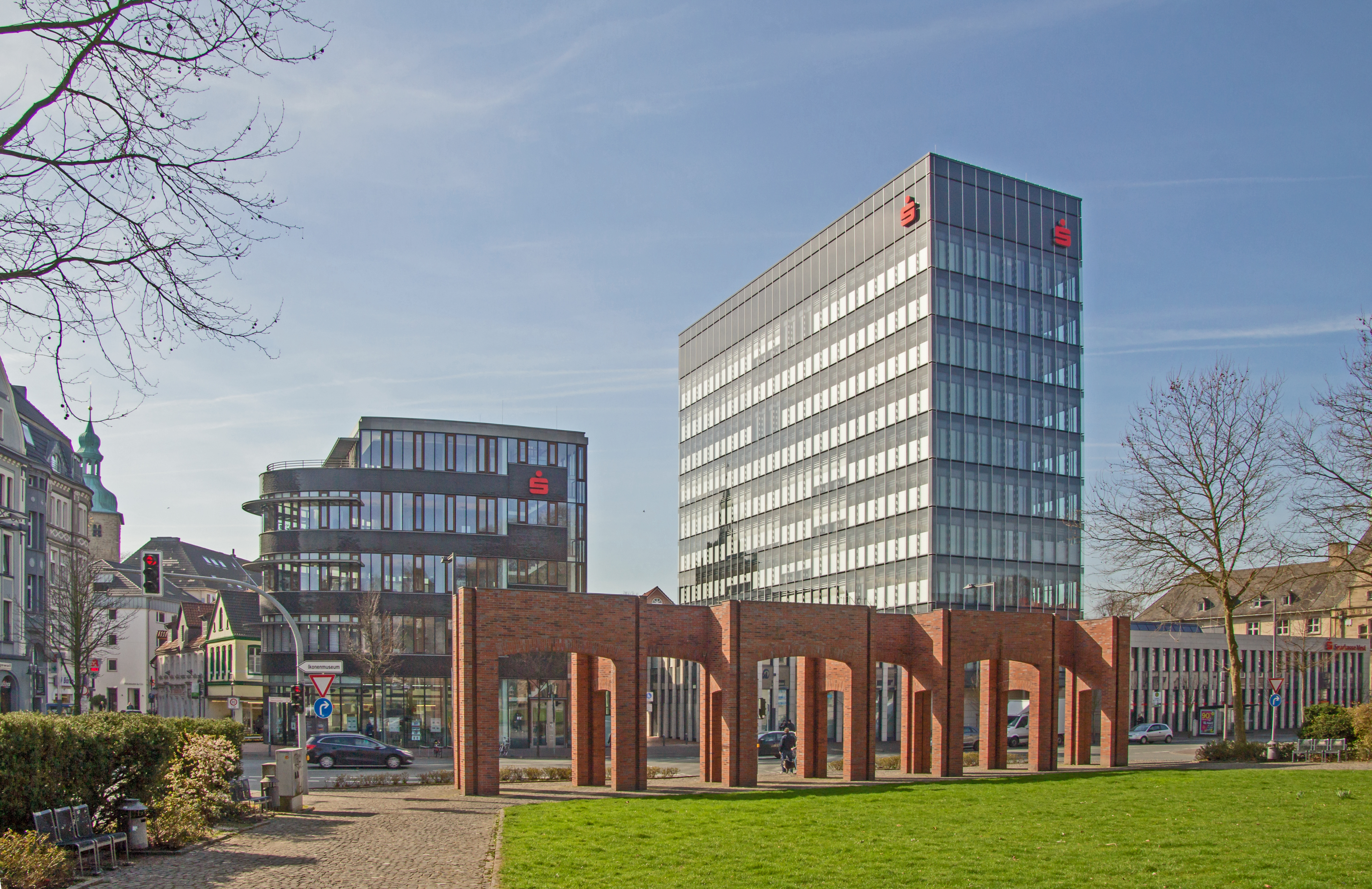
6-bögige Skulptur am Lohtor, Recklinghausen (2017)

Per Kirkeby studierte von 1957 bis 1964 Geologie an der Universität Kopenhagen und schloss das Studium mit einer Promotion ab. 1958 unternahm er eine Expedition nach Grönland. 1962 trat er in die von Poul Gernes und dem Kunsthistoriker Troels Andersen neu gegründete avantgardistische Künstlergruppe Den Eksperimenterende Kunstskole ein. Dort beschäftigte er sich mit grafischen Arbeiten, aber auch mit 8-mm-Filmen und Installationen. 1965 erhielt er ein dreijähriges Stipendium an der „State Art Foundation“. 1971 führte ihn eine Reise zu den Maya-Kulturen nach Mittelamerika.
Während das primäre Thema des ausgebildeten Naturwissenschaftlers die Natur war und er vorrangig Maler war, beteiligte er sich an den Happenings der 1960er Jahre und arbeitete mit Künstlern wie Joseph Beuys, Henning Christiansen, Nam June Paik und Charlotte Moorman zusammen. Unter dem Einfluss von Andy Warhols Filmtheorie entstand im Jahr 1968 sein erster Kurzfilm, dem bis 1989 dreiundzwanzig weitere Filme folgten.

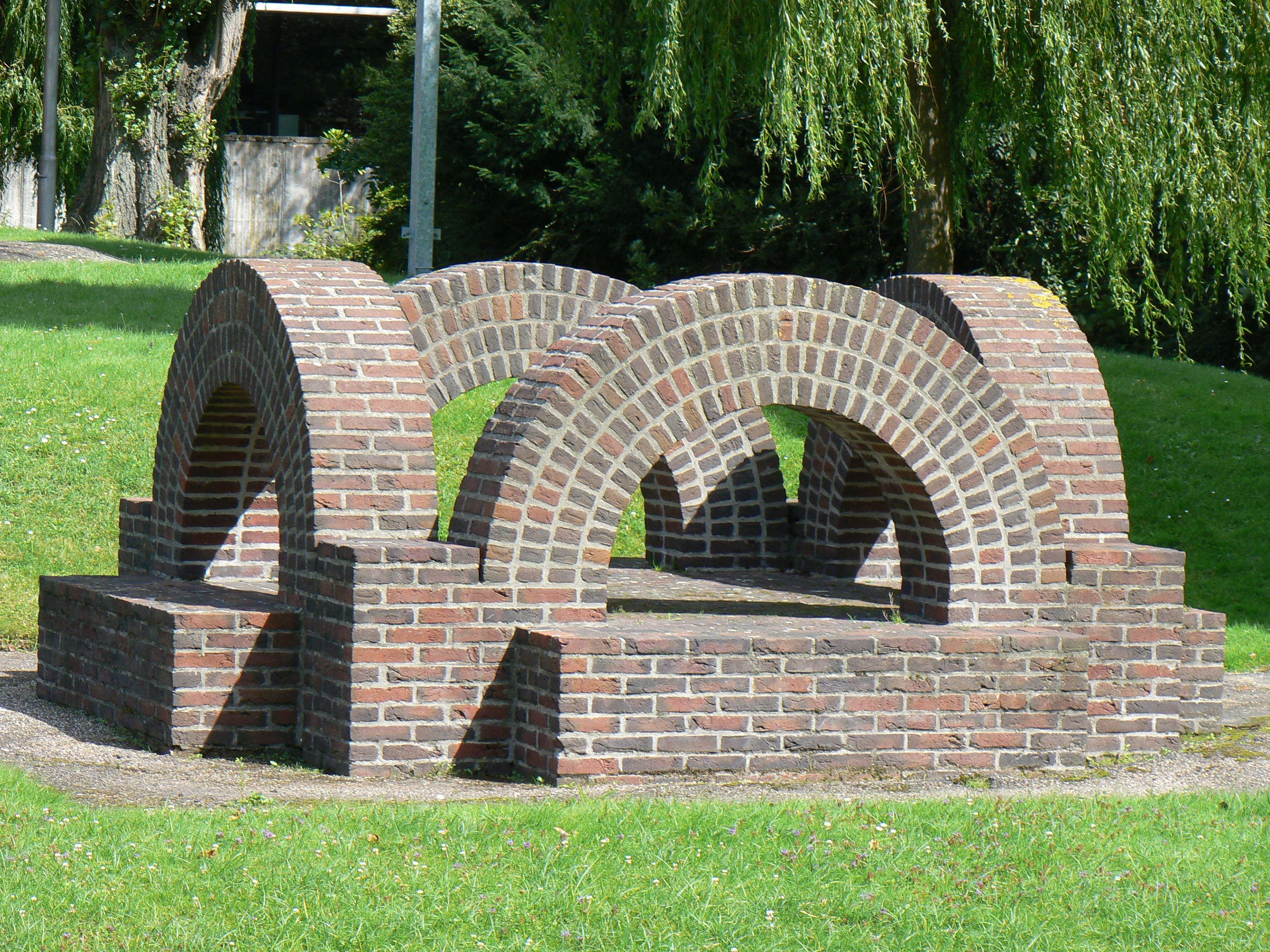
Rotterdam (2007)

Zu Beginn der 1970er Jahre wandte sich Kirkeby von der Pop Art der informellen Malerei der 1950er Jahre zu, die er zuvor scharf kritisiert und abgelehnt hatte. 1973 entstand Huset (Das Haus), seine erste Backsteinskulptur im Außenraum. Im Jahr darauf folgten die ersten Ölgemälde, seit Beginn der 1980er Jahre stellte er auch Bronze-Plastiken her. In den 80er Jahren entstanden neben großformatigen Ölgemälden monumentale, monolithische Backsteinskulpturen. 1982 nahm er an der Ausstellung zeitgeist, 1984 an der Ausstellung Von hier aus – Zwei Monate neue deutsche Kunst in Düsseldorf teil und bespielte 1982 die documenta 7 in Kassel. Seit 1995 beschäftigte sich Kirkeby zunehmend auch mit Architektur und entwarf mehrere Gebäude für die Stiftung Insel Hombroich.

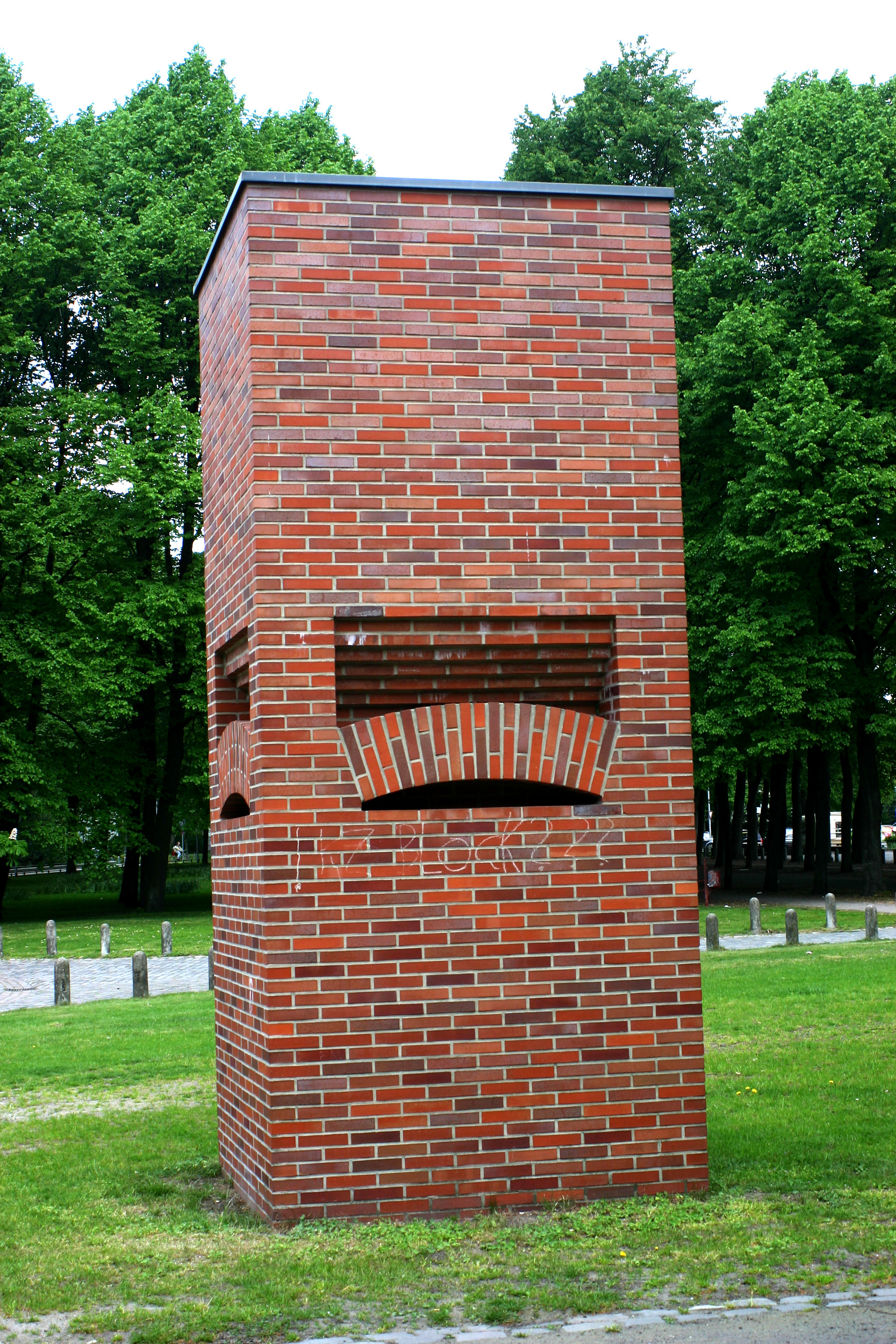
Backstein-Skulptur, Skulptur.Projekte Münster, 1987

1978 wurde Kirkeby als Professor an die Staatliche Akademie der Bildenden Künste Karlsruhe berufen. Sechs seiner Studenten gründeten im Jahre 1979 die Künstlergruppe „Kriegfried“. 1989 ging er als Professor an die Städelschule in Frankfurt am Main, an der er bis 2000 lehrte. Neben zahlreichen Ausstellungen in den großen Museen der Welt nahm er mehrfach an der Biennale Venedig teil und stellte auf der documenta 7 und IX aus.
Kirkeby lebte in Kopenhagen, auf Læsø, in Frankfurt am Main und Arnasco (Italien). Anfang 2015 verunglückte er bei einem Sturz von einer Treppe in seinem Haus in Hellerup; seitdem konnte er nicht mehr malen. Per Kirkeby starb am 9. Mai 2018 in Kopenhagen.

## Auszeichnungen und Ehrungen
- 1965: dreijähriges Stipendium der State Art Foundation
- 1982: DAAD-Stipendium für einen einjährigen Arbeitsaufenthalt in Berlin.[3]
- 1987: Thorvaldsen-Medaille
- 1990: Kunstpreis der Norddeutschen Landesbank, Hannover
- 1996: „Coutts Contemporary Art Foundation Award“
- 1996: Henrik-Steffens-Preis der Alfred Toepfer Stiftung F.V.S., Hamburg
- 2001: dänische Verdienstmedaille Ingenio et arti.[4]
- 2003: Herbert-Boeckl-Preisträger

## Öffentliche Sammlungen
- Pinakothek der Moderne, München (Sammlung Stoffel)
- Skulpturengarten des Städel Museums in Frankfurt am Main
- Kirkeby-Feld, Stiftung Insel Hombroich, Neuss
- Neue Galerie, Kassel

## Öffentlicher Raum
- Ohne Titel, 1991, Backstein, Badische Landesbibliothek (Vorplatz, Skulpturengarten) in Karlsruhe
- Huset, Backsteinplastik von 1992 in Frechen-Bachem[5]

## Ausstellungen
- 1998: Per Kirkeby – die Bronzen, Städtische Galerie im Lenbachhaus und Kunstbau, München[6]
- 2014: Per Kirkeby. Bronze, Kaltnadel, Holz, Staatliche Graphische Sammlung München
- 2015: Per Kirkeby komplett. Das radierte Lebenswerk, Museum Jorn, Silkeborg
- 2016: Per Kirkeby. Werke aus dem Louisiana Museum of Modern Art, Paula Modersohn-Becker Museum, Bremen[7][8]
- 2017: Per Kirkeby – Torso Ast, Ausstellung anlässlich der Aufstellung der Skulptur „Torso-Ast“ in 1988, Franz Marc Museum, Kochel am See
- 2019: Per Kirkeby. Bau und Bild. Drei Kapellen, Kirkeby-Feld, Stiftung Insel Hombroich, 7. April bis 6. Oktober 2019[9]

## Publikationen
- Siegfried Gohr (Hrsg.): Per Kirkeby: Journeys in Painting and Elsewhere. Hatje Cantz Verlag, Ostfildern-Ruit 2008, ISBN 3-7757-2114-2.
- Der Starenkasten. Gedanken und Exkurse. Gachnang & Springer, Bern/Berlin 1998, ISBN 978-3-906127-54-5.
- Handbuch. Texte zu Architektur und Kunst. Gachnang & Springer, Bern/Berlin 1993, ISBN 978-3-906127-42-2.
- Bravura. 2. Auflage. Gachnang & Springer, Bern/Berlin 1991, ISBN 978-3-906127-03-3.
- Nachbilder. Gachnang & Springer, Bern/Berlin 1991, ISBN 978-3-906127-29-3.
- Zeichnungen II. Kleinheinrich, Münster 1991, ISBN 3-926608-60-9.
- Kristallgesicht. Ausgewählte Essays aus „Naturhistorie“ und „Udviklingen“. Gachnang & Springer, Bern/Berlin 1990, ISBN 978-3-906127-22-4.
- Fortgesetzter Text | Hinweise. Gachnang & Springer, Bern/Berlin 1985, ISBN 978-3-906127-05-7.
- Rodin. La porte de l’enfer. Gachnang & Springer, Bern/Berlin 1985, ISBN 978-3-906127-06-4.